# Juan de Dios Vial Larraín
Juan de Dios Vial Larraín (Santiago, 10 de agosto de 1924-7 de noviembre de 2019) fue un abogado, filósofo y profesor chileno. Fue rector designado de la Universidad de Chile (1987-1990) por la dictadura militar. Escritor de una decena de libros, era especialista en el pensamiento de Platón, Aristóteles, Descartes y Kant.

## Primeros años de vida
Sus padres fueron Juan de Dios Vial Correa y Natalia Larraín Vial. Estudió derecho en la Pontificia Universidad Católica de Chile (PUC), y se tituló en 1950 de abogado; posteriormente estudió filosofía en la Universidad de Chile. Además recibió el título de bachiller en humanidades de la Universidad de Chile.
Realizó estudios de posgrado en filosofía en el Instituto de Estudios Políticos de Madrid, España; la Universidad Harvard y la Universidad de Kansas, en Estados Unidos; la Universidad de París, Francia; y la Universidad de Lovaina, Bélgica.

### Matrimonio y descendencia
Se casó con Teresa Echeverría, con quien tuvo nueve hijos. Una de sus nietas falleció en la Tragedia de Putre.

## Carrera académica y pública
Trabajó como profesor titular en la Facultad de Filosofía de la PUC, siendo también decano de la misma entre 1982 y 1988, y como profesor de la Facultad de Filosofía y Humanidades de la Universidad de Chile, donde fue director del Departamento de Estudios Humanísticos. Así mismo, fue profesor visitante de las facultades de filosofía de la Universidad Autónoma de Barcelona, la Universidad de Navarra, y la Universidad de Granada, todas de España.
Cercano a la Unión Demócrata Independiente, durante la dictadura militar ocupó varios cargos públicos. Fue delegado de Chile ante la Organización de los Estados Americanos (OEA) en 1978, y miembro del Comité Interamericano de Cultura entre 1977 y 1980. En 1987 fue designado por el régimen como rector de la Universidad de Chile, tras el paro que terminó con la destitución de José Luis Federici. Se mantuvo en la rectoría de la universidad pública hasta 1990, cuando retornó la democracia.
En octubre de 1972 se incorporó como miembro de la Academia Chilena de Ciencias Sociales, Políticas y Morales, donde ocupó los cargos de vicepresidente (periodos entre 1985 y 1990) y presidente (entre 1990 y 1994). En 1994 también fue miembro de la Comisión Nacional para la Modernización de la Educación. Fue director de la Federación Internacional de Sociedades de Filosofía (FISP) y miembro del Consejo Editorial de la Revista Chilena de Filosofía y de Societas.
En 1997 recibió el Premio Nacional de Humanidades y Ciencias Sociales de Chile. El jurado dijo que el premio recayó en Vial debido a «la trascendencia que ha tenido su contribución intelectual en el plano nacional e internacional y su dedicación a la vida universitaria y a la formación de discípulos y alumnos a lo largo de su carrera académica».
Entre 2004 y 2012 fue integrante del directorio de Televisión Nacional de Chile y fue vicepresidente del Consejo Nacional de Televisión. Fue presidente de la Fundación Arturo Irarrázaval.
Falleció el 7 de noviembre de 2019.

## Obras
La siguiente es una lista parcial de sus obras:
- Kant: Crítica de la Razón Pura, Selección Glosas y Notas, Editorial Universitaria, 1975.
- La metafísica cartesiana
- Filosofía y teoría del amor
- La Filosofía de Aristóteles como Teología del acto, Editorial Universitaria, 1980.
- Descartes: Meditaciones Metafísicas, Editorial Universitaria, 2a Edición, 1981, ISBN 956-11-0443-1
- Tres ideas de la filosofía y una teoría, Aristóteles, Descartes, Heidegger y Platón
- El sofista, la metafísica platónica
- Una ciencia del ser, Ediciones Universidad Católica, 1987.
- Breve tratado de filosofía moral
- Una teoría de la inteligencia,
- Filosofía Moral. Serie Textos Universitarios, Ediciones Universidad Católica, 1998
- La Estructura Metafísica de la Filosofía, Ediciones Universidad Católica de Chile, 1997.
- La Vía de la Verdad. El discurso de la metafísica, Ediciones Universidad Católica de Chile, 2006.
- El Alma Humana. Fundamentos de una antropología filosófica, Ediciones Universidad Católica de Chile, 2009.

| Tipo de obra | Título                                                           | Editorial                                                                                         |
| Libro        | La universidad en tiempos de cambio                              | Del pacífico                                                                                      |
| Libro        | Estructura metafísica de la filosofía                            | Universidad Católica de Chile                                                                     |
| Libro        | La metafísica cartesiana                                         | Universidad de Chile: Andrés Bello                                                                |
| Libro        | La vía de la verdad: el discurso de la metafísica                | Ediciones Universidad Católica                                                                    |
| Libro        | Razón de existir: ¿cuál es el fundamento de la filosofía?        | Ediciones UC                                                                                      |
| Libro        | Una teoría de la inteligencia                                    | Pontificia universidad Católica de Chile, Facultad de Filosofía                                   |
| Libro        | Filosofía Moral                                                  | Universidad Católica de Chile                                                                     |
| Libro        | La filosofía de Aristóteles como teología del acto               | Universitaria                                                                                     |
| Libro        | Breve tratado de filosofía moral                                 | Universidad de los Andes                                                                          |
| Libro        | Sofista: la metafísica platónica                                 | Ediciones Universidad Católica                                                                    |
| Artículo     | TEMPS ET MÉTAPHYSIQUE: Hommage à Pierre Aubenque                 | Presses Universitaires de France                                                                  |
| Libro        | Tres ideas de la filosofía y una teoría                          | Universidad de Chile, Facultad de Ciencias Físicas y Matemáticas                                  |
| Libro        | Una ciencia del ser                                              | Universidad Católica de Chile                                                                     |
| Libro        | Antropología moral: el Gorgias de Platón                         | Pontificia universidad Católica de Chile                                                          |
| Libro        | El espacio en las ciencias                                       | Universitaria                                                                                     |
| Libro        | El tiempo en las ciencias                                        | Universitaria                                                                                     |
| Libro        | Ortega y Gasset: filosofía, sociedad y lenguaje                  | Ediciones Universidad Católica                                                                    |
| Carta        | Carta sobre el proyecto de desarrollo de la Universidad          | Universidad de Chile                                                                              |
| Artículo     | La crisis de la universidad                                      | revista oficial del Colegio de Arquitectos de Chile                                               |
| Artículo     | Reflexiones metafísicas sobre la muerte y el problema del sujeto | Revista de filosofía                                                                              |
| Artículo     | Consistencia metafísica de la filosofía                          | Revista de filosofía                                                                              |
| Artículo     | Acerca de la filosofía                                           | Revista de filosofía                                                                              |
| Tesis        | Idea del hombre y de la persona en la filosofñia de Max Scheler  | El Imparcial                                                                                      |
| Libro        | Autonomía y quehacer de la universidad                           | Universitaria                                                                                     |
| Artículo     | Fenomenología y filosofía                                        | Revista de filosofía                                                                              |
| Artículo     | Ontología y situación fundamental                                | Revista de filosofía                                                                              |
| Artículo     | Pensamiento y existencia                                         | Revista de filosofía                                                                              |
| Artículo     | El hombre y Dios                                                 | Revista de filosofía                                                                              |
| Artículo     | La prudencia como inteligencia práctica                          | Revista de derecho público                                                                        |
| Artículo     | La teoría metafísica                                             | Revista de filosofía                                                                              |
| Artículo     | Los signos de lo bellos                                          | Revista de filosofía                                                                              |
| Artículo     | Cogito y ser                                                     | Revista de filosofía                                                                              |
| Artículo     | La nada y la verdad                                              | Revista de filosofía                                                                              |
| Artículo     | El saber metafísico y Aristóteles                                | Revista de filosofía                                                                              |
| Artículo     | ¿Es Descartes un racionalista?                                   | Revista de filosofía                                                                              |
| Artículo     | Una teoría de la verdad                                          | Pontificia Universidad Católica de Chile : Humanitas Revista de Antropología y Cultura Cristianas |
| Artículo     | La ética como saber y en el mundo del saber                      | Revista de filosofía                                                                              |
| Libro        | Inteligencia y libertad en la acción moral                       | Universidad Católica de Chile                                                                     |